# Acisanthera bivalvis
Acisanthera bivalvis là một loài thực vật có hoa trong họ Mua. Loài này được (Aubl.) Cogn. mô tả khoa học đầu tiên năm 1885.